# Görögország és a Ciprusi Köztársaság himnusza
A görög nemzeti himnusz a kiváló Zákinthosz-szigeti (Ζάκυνθος)  költő, Dionisziosz Szolomosz (Διονύσιος Σολωμός) (1798-1857) hatalmas, 158 versszakos költeményén alapszik, melynek címe: Himnusz a Szabadsághoz (Ύμνος εις την ελευθερίαν).
Ezt az 1821-évi, az Oszmán Birodalom elleni nemzeti felkelés ihlette és a Korfu ( Κέρκυρα) szigetéről származó Nikolaosz Mandzarosz ((Νικόλαος Μάντζαρος) (1795-1872) írt zenét hozzá 1828-ban. Bár a királyság idején egy a némethez hasonló királyi himnusz volt használatos, a Himnusz a Szabadsághoz már a forradalom óta népszerű volt és gyakran hangzott el hazafias ünnepségeken. Hivatalosan, 1865-től vált nemzeti himnusszá. Eleftheria – a Szabadság tulajdonképpen egy jelképes nőalak, bár nem olyan erotikus és földi mint Delacroix nőalakja, inkább egy ősi görög istennőre hasonlít. Ugyanez a dallam egyúttal a Ciprusi Köztársaság himnusza is.

## Az eredeti görög szöveg
Σὲ γνωρίζω ἀπὸ τὴν κόψη
τοῦ σπαθιοῦ τὴν τρομερή.
Σὲ γνωρίζω ἀπὸ τὴν ὄψη
ποὺ μὲ βιὰ μετράει τὴ γῆ.
Ἀπ’ τὰ κόκκαλα βγαλμένη
τῶν Ἑλλήνων τὰ ἱερὰ
καὶ σὰν πρῶτα ἀνδρειωμένη
χαῖρε, ὦ χαῖρ' ἐλευθεριά.
Szolomosz – a függetlenségi háborúról Trikoupisszal folytatott beszélgetései eredményeként – 1823-ban írta meg Himnusz a szabadsághoz című, 158 versszakból álló versét. Ennek első két versszaka lett azután 1864-től a görög himnusz – közeli barátja, Nikolaosz Mandzarosz zenéjével. Az első néhány versszakot Gáldi László fordításában is olvashatjuk.
```
 Διονύσιος Σολωμός 
```

΄Υμνος εις την Ελευθερίαν
Σε γνωρίζω από την κόψη

του σπαθιού την τρομερή,

σε γνωρίζω από την όψη

που με βία μετράει τη γη.

Απ' τα κόκαλα βγαλμένη

των Ελλήνων τα ιερά,

και σαν πρώτα ανδρειωμένη,

χαίρε, ω χαίρε, Ελευθεριά !

## Latin betűs átírás
Se ghnorízo apó tin kópsi
tou spathioú tin tromerí.
Se ghnorízo apó tin ópsi
pou me via metráei ti jí.
Ap' ta kókkala vghalméni
ton Ellínon ta ierá
kai san próta andhreioméni
Haíre, o Haír' eleftheriá.

## Magyar szöveg
| Himnusz a Szabadsághoz Ősidők óta ismertünk Ó te isteni újjászülető, Szemed fénysugaráról És fényes kardodról. Elesett hőseink sírjából Fog győzni bátorságod, Amint újra köszöntünk, Üdvözlégy ó Szabadság! | Himnusz a Szabadsághoz Rád ismertem! Kardod éle Büszkén jobbra-balra sújt. Rád ismertem! Szemed fénye Minden földet lángra gyújt! Ős hellének szent porából Újra fölszárnyal neved, És mint egykor, úgy világol Szent Szabadság, üdv neked! | Himnusz a Szabadsághoz Felismerlek kardod félelmetes erejéről. Felismerlek Földet sebesen pásztázó fényes tekintetedről. Hellén hősök szent porából feltámadva szárnyal újra ősi szellemed. Ó, Szabadság, üdv neked! |

## Külső hivatkozások
- Görög himnusz
- Görög himnusz (MIDI)